# Мальва мускусная
Ма́льва мускусная, или просвирник мускусный (лат. Málva móschata) — вид растений рода Мальва (Malva) семейства Мальвовые (Malvaceae).

## Ботаническое описание
Растение 20—100 см высотой, с мускусным запахом. Стебли прямые, ветвистые, цилиндрические, покрытые волосками.
Прикорневые листья длинночерешковые, почти округлые, у более или менее пальчаторассечённых стеблевых листьев черешки короче. Снизу покрыты белыми волосками.
Цветки чаще одиночные, реже до трёх в пазухах листьев; на верхушке растения многочисленные, собранные в соцветия. Чашечка разделена на треугольные доли, густо покрыта волосками. Венчик в 2—2,5 раза превышает чашечку, бледно-розовый, с обратнояйцевидными лепестками.
Плод состоит из 15—20 густо собранных вокруг конического карпофора плодиков.

## Хозяйственное значение и применение
Является популярным садовым растением.
Даёт медоносным пчёлам обильный взяток нектара.

## Классификация

### Таксономия
|  |                                      |  |                                                       |                                                       |                     |  | ещё 10 семейств (согласно Системе APG II) | ещё 10 семейств (согласно Системе APG II) |                      |  |  |  | ещё около 25 видов |
|  |                                      |  |                                                       |                                                       |                     |  | ещё 10 семейств (согласно Системе APG II) | ещё 10 семейств (согласно Системе APG II) |                      |  |  |  | ещё около 25 видов |
|  |                                      |  |                                                       | порядок Мальвоцветные                                 |                     |  |                                           |                                           | род Мальва           |  |  |  |                    |
|  |                                      |  |                                                       | порядок Мальвоцветные                                 |                     |  |                                           |                                           | род Мальва           |  |  |  |                    |
|  | отдел Цветковые, или Покрытосеменные |  |                                                       |                                                       | семейство Мальвовые |  |                                           |                                           | вид Мальва мускусная |  |  |  |                    |
|  | отдел Цветковые, или Покрытосеменные |  |                                                       |                                                       | семейство Мальвовые |  |                                           |                                           |                      |  |  |  |                    |
|  |                                      |  | ещё 44 порядка цветковых растений (по Системе APG II) | ещё 44 порядка цветковых растений (по Системе APG II) |                     |  |                                           | ещё около 205 родов                       | ещё около 205 родов  |  |  |  |                    |
|  |                                      |  |                                                       | ещё 44 порядка цветковых растений (по Системе APG II) |                     |  |                                           |                                           | ещё около 205 родов  |  |  |  |                    |